# Mingei
Mingei (民芸? letteralmente "arti folcloriche" o "arti popolari") fu un movimento nipponico che si sviluppò per favorire una ripresa dell'artigianato storico e del sapere tecnico delle professioni tradizionali, durante i decenni intercorsi tra gli anni venti e quaranta del XX secolo. Ideologicamente affine alle Arts & Crafts inglesi, venne teorizzato e portato avanti da Yanagi Sōetsu (1889–1961).

## Origini
Nel 1916, Yanagi Sōetsu fece il suo primo viaggio in Corea, incuriosito dall'artigianato coreano. Il viaggio ha portato alla creazione del Korean Folk Crafts Museum, nel 1924, e alla coniazione del termine "mingei", da parte di Yanagi e dei ceramisti Hamada Shōji (1894-1978) e Kawai Kanjiro (1890-1966). Nel 1926, il Movimento d'arte popolare fu dichiarato formalmente da Yanegi, che riuscì a salvare diversi vasi del periodo Edo e del periodo Meiji, altrimenti scomparsi in corrispondenza con la rapida urbanizzazione del Giappone. Nel 1936 è stato fondato il Japanese Folk Craft Museum.

## Filosofia Mingei
Il pilastro filosofico del mingei è "l'arte manifatturiera della gente comune". Yanagi Sōetsu scoprì la bellezza negli oggetti ordinari e utili di uso quotidiano, creati dagli artigianati anonimi e sconosciuti. Secondo Yanagi, gli oggetti utili creati dalla gente comune sono "oltre la bellezza e la bruttezza". Alcuni dei criteri caratterizzanti dell'arte e dell'artigianato mingei:
- creato da anonimi artigiani anonimi
- produzione manifatturiera in quantità
- economico
- usato dalle masse
- utile per vita quotidiana
- rappresentativo della regione nel quale è stato prodotto

Il libro di Yanagi "The Unknown Craftsman" ha dato inizio ad un influente lavoro fin dalla sua pubblicazione in inglese nel 1972. Il libro esamina il punto di vista giapponese e l'apprezzamento dell'arte e della bellezza negli oggetti quotidiani, inclusi ceramiche, lacche, tessuti e oggetti in legno.